# Batjana Achalaia
Batjana "Batjo" Achalaia (georgiska: ბაჩანა "ბაჩო" ახალაია), född 24 oktober 1980 i Zugdidi, är en georgisk politiker. Mellan den 27 augusti 2009 och 4 juli 2012 var han landets försvarsminister. Han var mellan den 4 juli och den 20 september 2012  Georgiens inrikesminister. 
Efter att skandalen vid Gldanifängelset uppdagats tvingades både inrikesminister Achalaia samt fängelseminister Chatuna Kalmachelidze att avgå.